# By Popular Request
By Popular Request è il ventiseiesimo album in studio del gruppo folk rock Fairport Convention, pubblicato nel 2012.
Il titolo si riferisce alla votazione che il gruppo ha indetto tra i fan via web sui brani più amati della lunga storia della band, che ha poi riarrangiato e registrato in studio i tredici brani vincitori, pubblicandoli come album celebrativo dei 45 anni della fondazione dei Fairport Convention (1967).

## Tracce
1. Walk Awhile
2. Crazy Man Michael
3. The Hiring Fair
4. The Hexhamshire Lass
5. Red and Gold
6. Sir Patrick Spens
7. Genesis Hall
8. Farewell Farewell
9. Rosie
10. Matty Groves
11. Fotheringay
12. Jewel in the Crown
13. Meet on the Ledge

## Formazione
- Simon Nicol – voce, chitarra acustica, chitarra elettrica
- Dave Pegg – voce, basso
- Chris Leslie – voce, mandolino, bouzouki, violino, banjo
- Ric Sanders – violino, tastiera
- Gerry Conway – batteria, percussioni